# Turning Point (2010)
Turning Point (2010) foi um evento de wrestling profissional em formato de pay-per-view promovido pela Total Nonstop Action Wrestling (TNA). Ocorreu no dia 7 de novembro no Impact! Zone em Orlando, Florida. Esta foi a sétima edição da cronologia do Turning Point.

## Antes do evento
Turning Point teve lutas de wrestling profissional envolvendo diferentes lutadores com rivalidades e storylines pré-determinadas que se desenvolveram no iMPACT! — programa de televisão da Total Nonstop Action Wrestling (TNA). Os lutadores interpretaram um vilão ou um mocinho seguindo uma série de eventos para gerar tensão, culminando em uma ou várias lutas.

## Resultados
| #                              | Lutas | Estipulação | Tempo |
| ------------------------------ | --- | --- | ----- |
| 1                              | Robbie E (com Cookie) derrotou Jay Lethal (c) | Singles match pelo TNA X Division Championship                                                                         | 10:42 |
| 2                              | Mickie James contra Tara acabou sem vencedora. | Singles match | 08:17 |
| 3                              | The Motor City Machine Guns (Alex Shelley & Chris Sabin) (c) derrotaram Team 3D (Brother Ray e Brother Devon)                                         | Tag team match pelo TNA World Tag Team Championship                                                                    | 17:08 |
| 4                              | Rob Van Dam derrotou Tommy Dreamer | No disqualification match                                                                                              | 15:53 |
| 5                              | Fortune (A.J. Styles, Kazarian, Robert Roode, James Storm e Douglas Williams) derrotou EV 2.0 (Rhino, Stevie Richards, Raven , Sabu e Brian Kendrick) | Ten Man Tag team match A equipe que vencer escolheria um membro do adversário para ser demitido. O escolhido foi Sabu. | 12:07 |
| 6                              | Abyss derrotou D'Angelo Dinero | Lumberjack match | 13:02 |
| 7                              | Jeff Jarrett derrotou Samoa Joe | Singles match | 10:32 |
| 8                              | Jeff Hardy (c) derrotou Matt Morgan | Singles match pelo TNA World Heavyweight Championship                                                                  | 13:06 |
| (c) - Campeões antes das lutas | | |       |